# El Cenizo
El Cenizo – miasto w Stanach Zjednoczonych, w stanie Teksas, w hrabstwie Webb.